# Australischer Waldfrosch
Der Australische Waldfrosch (Hylarana daemeli, Syn.: Rana daemeli, Papurana daemeli) ist eine Amphibienart aus der Gattung Hylarana mit Vorkommen auf Neuguinea und im Nordosten Australiens. Es handelt sich um den einzigen Vertreter der weltweit sehr artenreichen Familie der Echten Frösche (Ranidae) auf dem australischen Kontinent. Er ähnelt unter anderem den europäischen Braunfröschen.

## Merkmale
Australische Waldfrösche sind kleinere bis mittelgroße, langgestreckte Froschlurche mit eher unscheinbarer Färbung und glatter bis flachwarziger Haut. Die Männchen erreichen Kopf-Rumpf-Längen von 43 bis 58 Millimetern, die Weibchen werden 58 bis 81 Millimeter groß – es besteht also ein deutlicher Geschlechtsdimorphismus. Die Oberseite ist blass-, oliv- oder schokoladenbraun gefärbt und mit unregelmäßigen dunklen Flecken und Punkten markiert. An dem in der Draufsicht länglich-dreieckigen Kopf verläuft beiderseits je eine dunkle Linie von der Schnauzenspitze zu den Augen und verbreitert sich hinter diesen zu einem dunklen Feld, innerhalb dessen sich auch das äußere Trommelfell befindet. Auf Höhe der Vorderbeine verschmilzt dieses Zeichnungselement mit der Rückenfärbung. Oberhalb des dunklen Bandes befindet sich je eine Hautfalte, die von den Augen bis zur Leistengegend reicht. Unterhalb der Augen verläuft je ein weißer Streifen bis zum Ansatz der Arme. Die Unterseite ist weißlich gefärbt und braun punktiert; Unterarme und Hinterbeine weisen dunkle Querbänder auf. Zwischen den Fingern befinden sich keine, zwischen den Zehen dagegen gut ausgeprägte Schwimmhäute. Die Männchen verfügen über paarige, seitliche Schallblasen.
Die Art kann mit einigen bodenlebenden, ebenfalls spitzschnäuzigen Vertretern der Australischen Laubfrösche (Litoria spec.) verwechselt werden, etwa mit Litoria nasuta. Diese besitzen auch langgezogene Hautfalten (Drüsenleisten).

## Verbreitung
Der Australische Waldfrosch bewohnt große Teile der Insel Neuguinea (sowohl im indonesischen Westteil als auch in Papua-Neuguinea), die östliche Nachbarinsel Neubritannien sowie den Nordosten Australiens. Dort wird die zu Queensland gehörende Kap-York-Halbinsel besiedelt (nach Südosten bis etwa zur Stadt Townsville) und dazu auf der anderen Seite des Carpentariagolfes ein disjunktes Gebiet im Nordosten von Arnhemland im Nordterritorium.

## Lebensraum, Lebensweise
Die Art lebt terrestrisch und semiaquatil am Boden in dichter Vegetation von tropischen Regenwäldern, anderen Waldformen, Sümpfen, Mooren und Kulturlandschaften einschließlich menschlicher Siedlungen. In der Regel befinden sich Fließgewässer in unmittelbarer Nähe. Auf Neuguinea werden auch Seen, Sümpfe und Flüsse in Savannengrasland besiedelt. Tagsüber verbergen sich die Tiere vor allem unter Falllaub und Totholz, um nachts auf die Jagd nach Wirbellosen und kleineren Fröschen zu gehen. Dabei setzen sie sich gerne an exponierte Stellen oberhalb von Wasserflächen. Wenn sie dort gestört werden, springen sie ins Wasser und tauchen ab.

## Fortpflanzung, Individualentwicklung
Die Laichzeit liegt ausgedehnt in den Frühlings- und Sommermonaten. Dann werden Ruhigwasserstellen wie Teiche, Sumpftümpel und Rückhaltebecken aufgesucht. Die Paarungsrufe der Männchen sind trotz der doppelten Schallblasen nicht besonders laut. Die Rufe werden als Serien aus sieben bis acht Lauten wie „qaaak-qak-qak“ beschrieben. Angelockte Weibchen werden wie bei allen „modernen Froschlurchen“ (Neobatrachia) vom Rücken her in der Achselgegend geklammert (vergleiche Amplexus). Später legt das Paar äußerlich befruchteten, formlosen Laich ab, der in großer Masse auf der Wasseroberfläche schwimmt. Aus den von einer gallertigen Schicht umgebenen Eiern, von denen jedes Weibchen über 1000 Stück produziert, schlüpfen bald die schwarz-goldenen Kaulquappen, die also eine indirekte Entwicklung im freien Wasser vollziehen. Kurz vor ihrer Metamorphose zum Landtier messen diese etwa sechs Zentimeter Länge einschließlich des langen Schwanzes. Charakteristisch ist bei ihnen eine geränderte Mundscheibe mit verlängerten Ausstülpungen (Papillen) am hinteren Rand. Sie halten sich bevorzugt in tieferem Wasser zwischen Algen und Wasserpflanzen auf.

## Bestand, Gefährdung
Der Australische Waldfrosch gilt als noch recht häufige, anpassungsfähige Art mit einem stabilen Verbreitungsgebiet. Auf Neuguinea gehört dieser Froschlurch zu den häufigsten Amphibienarten überhaupt. Für Australien wird die Verschmutzung oder Zerstörung von Lebensräumen durch den Menschen als Hauptgefährdungsfaktor angegeben und ein leicht rückläufiger Bestandstrend angenommen. Der Gesamtbestand der Art wird in der Roten Liste der IUCN aber mit „LC“ (least concern = ungefährdet) eingestuft.